# Белведере (Бреша)
Белведере је насеље у Италији у округу Бреша, региону Ломбардија.
Према процени из 2011. у насељу је живело 125 становника. Насеље се налази на надморској висини од 230 м.